# Glinicke Automobil Holding
Die Glinicke Automobil Holding ist eine Automobilhandelsgruppe in Deutschland mit Sitz in Kassel und Standorten in Hessen, Niedersachsen, Thüringen und Nordrhein-Westfalen.

## Geschichte
Das Unternehmen wurde 1930 von Hans Glinicke gegründet, 1948  erhielt er die Vertriebsrechte für Volkswagen. Mit dem Tod von Hans Glinicke übernahm sein Sohn Peter Glinicke die alleinige Geschäftsführung und führte neue Automobilmarken in das Vertriebsgeschäft ein. Unter Peter Glinicke wurden weitere Autohäuser in Hessen, Niedersachsen, Thüringen und Nordrhein-Westfalen erbaut.
Seit 2016 trägt Florian Glinicke, Sohn des 2021 verstorbenen Peter Glinicke, die Hauptverantwortung für die Glinicke Automobilgruppe. Florian Glinicke, Ralf Schraub und Thomas Giepen besetzen seitdem die Geschäftsführung der Glinicke Gruppe, die 2018 zur Glinicke Automobil GmbH & Co. KG umfirmiert wurde. Von Oktober 2023 bis Januar 2025 ergänzte Frank Brecht die Geschäftsführung.
Glinicke baute sein Markenangebot in den folgenden Jahren mit Alfa Romeo, Jeep, Jaguar und Land Rover weiter aus. 2022 erfolgte die Aufnahme von Citroën in Kassel. Die chinesische Marke MG wird seit 2021 in Frankfurt und seit 2022 in Kassel und Erfurt vertrieben. 2023 wurde Glinicke Vertriebspartner des Konzerns BYD.

## Unternehmensstruktur
Seit dem 1. Januar 2018 firmiert die Glinicke Automobilhandelsgruppe unter dem Dach der Glinicke Holding GmbH & Co. KG. Im Geschäftsjahr 2023 erzielte die Holding einen Umsatz von 744 Millionen Euro und beschäftigte 1432 Mitarbeiter an 22 Standorten. Zum 1. Juli 2024 führte die Glinicke Gruppe eine neue Führungsstruktur ein. Diese basiert auf einer hybriden Matrixorganisation mit Fokus auf Regionen und Marken.
Zum 1. Januar 2025 übernahm die Glinicke Gruppe mehrheitlich das familiengeführte Autohaus Deisenroth & Söhne, mit Standorten in Alsfeld, Hünfeld und Fulda.
Ebenfalls wurde das Autohaus Schneider Automobile in Lübbecke übernommen.

## Dienstleistung
Die Gruppe ist tätig im Handel mit Neu- und Gebrauchtwagen sowie Ersatzteilen, Fahrzeugservice und der Vermietung von Fahrzeugen und Immobilien. In insgesamt 22 Autohäusern werden u. a. die Marken Volkswagen, Volkswagen Nutzfahrzeuge, Audi, Škoda, Land Rover, Jeep, Peugeot, Hyundai, Fiat Professional und MG vertrieben.
Von Glinicke werden zudem Wohnmobile und E-Bikes angeboten.

## Sponsoring und soziales Engagement
Für die Initiative Offen für Vielfalt – Geschlossen gegen Ausgrenzung hat Glinicke zusammen mit dem VW-Werk in Kassel 2022 einen VW-Bus T6 gesponsert.
Seit 2017 ist Glinicke Sponsor des Handball-Bundesligisten MT Melsungen. Zudem ist Glinicke Partner des Eishockeyvereins Kassel Huskies, und der beiden Fußballvereine KSV Hessen Kassel und FC Rot-Weiß Erfurt.

## Auszeichnungen
- 2022: Ausbildungspreis der Handwerkskammer Kassel, erster Platz.[24]
- 2023: Automotive Business Award in der Kategorie Service, verliehen vom Fachmagazin Kfz-betrieb.[25]
- 2023: Digital Dealer Performance Award, zweiter Platz, vergeben durch die Fachzeitschrift Autohaus.[26]